# Ultramega OK
Ultramega OK ist das Debütalbum der US-amerikanischen Rockband Soundgarden. Es wurde im Oktober 1988 durch SST Records veröffentlicht. Bei den Grammy Awards 1990 war das Album für den Grammy Award for Best Metal Performance nominiert.

## Entstehungsgeschichte
Nach den beiden Extended Plays Screaming Life und Fopp, später auch zusammen als Screaming Life/Fopp durch Sub Pop herausgebracht, erschien im Herbst 1988 das eigentliche Debüt, nachdem die Band einen Vertrag bei SST Records unterzeichnen konnte. Dies stieß einige andere interessierte größere Labels vor den Kopf. Das Album wurde im Frühjahr 1988 in Seattle und Newberg, Oregon eingespielt. Mit dem Produzenten Drew Canulette lief es dabei nicht rund, da er sich nicht mit der Seattle-Szene auskannte: „Im Hinblick auf das Material haben wir den Prozess gewählt, den wir immer beschreiten, aber der Produzent war nicht mit dem von uns gewünschten Sound vertraut und wusste nicht Bescheid, was gerade in Seattle passierte.“ Später sagte die Band, es sei ein Fehler gewesen, die heimatliche Umgebung zu verlassen. Der Produzent sei ihnen von SST vorgeschlagen worden, da er günstig gewesen sei. Vom Material her hätte es eine der besten Platten werden können, die die Band je gemacht hatte.

## Rezeption
Steve Huey von Allmusic vergab vier von fünf Sternen. „Es mag zwar nicht so komplex oder konsistent sein, wie einige der späteren Alben von Soundgarden, aber Ultramega OK ist bei Weitem eines der besten Dokumente über die Frühphase des Grunge vor Nirvana.“

## Titelliste
1. Flower (Cornell/Thayil) – 3:25
2. All Your Lies (Cornell/Thayil/Yamamoto) – 3:51
3. 665 (Cornell/Yamamoto) – 1:37
4. Beyond the Wheel (Cornell) – 4:20
5. 667 (Cornell/Yamamoto) – 0:56
6. Mood for Trouble (Cornell) – 4:21
7. Circle of Power (Thayil/Yamamoto) – 2:05
8. He Didn’t (Cameron/Cornell) – 2:47
9. Smokestack Lightning (Howlin’ Wolf) – 5:07
10. Nazi Driver (Cornell/Yamamoto) – 3:52
11. Head Injury (Cornell) – 2:22
12. Incessant Mace (Cornell/Thayil) – 6:22
13. One Minute of Silence (Lennon) – 1:00